# Водяний газ
Водяний газ — газ (суміш газів), який отримують при взаємодії водяної пари з вуглецем. Отримують:
- шляхом пропускання водяної пари через розпечений шар вугілля. При температурі нижче 900 °C ця реакція перебігає повільно, а при підвищенні температури пришвидшується. В результаті реакції утворюються чадний газ (СО) і водень. Водяна пара реагує також з СО, який міститься в суміші газів.

- Реакція виробництва водяного газу з 2-метилпентану:

{\displaystyle \mathrm {C_{6}H_{14}+6H_{2}O{\xrightarrow[{700-1100^{o}C}]{Ni}}6CO+13H_{2}} }